# Elizej
Elizej, též Elíša, Elisej či Elizeus, je mužské křestní jméno hebrejského původu. Vykládá se jako Bůh je má spása, osvobození. Podle kalendáře slaví jména Elíša a Elizej svátek 14. června. Patrně nejznámějším nositelem tohoto jména je starozákonní prorok Elíša.

## Domácké podoby
Mezi domácké podoby jména Elizej patří Elík, Elizejek, Elizek, Elek, Elíšek, Elíček apod.

## Počet nositelů
V Česku jde o velmi raritní jméno, které má k roku 2016 pouze jediný nositel narozený roku 2003. Jméno Elíša se vyskytuje nepatrně častěji: v Česku žijí tři nositelé narození v letech 1991, 2013 a 2016. Anglická podoba Elisha se v Česku rovněž vyskytuje, mají ji tři nositelé, opět v mladší generaci. Tuto podobu však nosí i ženy, např. kanadská herečka Elisha Cuthbertová.

## Známí nositelé
- Elisha Cook mladší – americký herec
- Jelisej (Ganaba) – ruský duchovní
- Jelisej Gorjačev – sovětský vojenský důstojník
- Elisha Gray – americký vynálezce a elektrotechnik
- Elisha Henig – americký herec
- Jelisej Morozov – ruský podnikatel
- Elisha Nelson Manning – hráč amerického fotbalu
- Elisha Otis – americký podnikatel a vynálezce
- Elisha Owusu – ghanský profesionální fotbalista